# Nunatak Valun
Nunatak Valun (englische Transkription von russisch Нунатак Валун Nunatak Walun, deutsch ‚Felsbrockennunatak‘) ist ein Nunatak im ostantarktischen Mac-Robertson-Land. Er ragt unmittelbar südwestlich des Cutcliffe Peak in der Porthos Range der Prince Charles Mountains auf.
Russische Wissenschaftler benannten ihn deskriptiv.